# Evermore
evermore (gestileerd in onderkast) is het negende studioalbum van de Amerikaanse zangeres Taylor Swift. Het album verscheen op 11 december 2020, nadat het een dag eerder werd aangekondigd door Swift. Evermore is het tweede studioalbum dat Swift in 2020 uitbracht en is volgens haar de zusterplaat van folklore, het album dat ze eerder in 2020 uitbracht.

## Achtergrond
Tijdens de eerste maanden van de coronapandemie schreef Swift liedjes voor haar achtste album, folklore. Toen dit album op 24 juli 2020 werd uitgebracht, konden Swift en de mensen met zij samenwerkte echter niet stoppen met het schrijven van liedjes. Eerst dachten Swift en de belangrijkste persoon met wie zij samenwerkte, Aaron Dessner van The National, dat de liedjes gebruikt zouden worden voor Big Red Machine, de band van Dessner en Justin Vernon. Echter, na zeven liedjes geschreven te hebben besefte Dessner dat ze een zusterplaat voor folklore aan het maken waren. Dit project zou uiteindelijk evermore worden. Naar eigen zeggen heeft Swift nog niet eerder een album uitgebracht dat zo dicht bij één van haar vorige albums lag.
Net als bij folklore kondigde Swift evermore de dag voor de release aan. Ook liet ze opnieuw weten dat de videoclip van de eerste single van het album, "willow", tegelijkertijd uit zou komen.
Op evermore werkte Swift opnieuw samen met Aaron Dessner, Jack Antonoff, Justin Vernon en William Bowery. De laatstgenoemde is een pseudoniem van Swifts vriend, Joe Alwyn. Daarnaast werkte ze met Dessners broer, Bryce Dessner. Ook zijn Bon Iver, The National en Haim op het album te horen.

## Singles
De eerste single van evermore was "willow". Deze verscheen tegelijkertijd met het album. In de Verenigde Staten kwam de single de Billboard Hot 100 op de eerste plek binnen. Na "Shake It Off" en "Cardigan" is dit de derde keer dat Swift dit lukt. Vanwege kerstmis zakte "willow" in de tweede week naar de 38ste plaats. Daarmee werd het nummer ook de grootste daler vanaf nummer 1 van de Billboard Hot 100. Ook in Australië en Canada belandde "willow" op de eerste plek in de hitlijsten. In Nederland behaalde "willow" de 30ste plek in de Top 40 en de 49ste plek in de Single Top 100. In de Vlaamse Ultratop 50 bereikte "willow" de 40ste plek.
Naast "willow" werden ook "no body, no crime" en "coney island" uitgegeven als singles voor specifieke radiostations in de VS. "no body, no crime", het nummer waar Swift met Haim op de horen is, werd op 11 januari 2021 uitgebracht op Amerikaanse countryradiostations. "coney island" is het nummer dat Swift samen met The National maakte. Dit nummer werd als single uitgebracht op Amerikaanse alternatieve radiostations op 18 januari 2021. "coney island" behaalde geen noteringen in de Nederlandse hitlijsten en bereikte slechts de Tipparade in Vlaanderen.

## Ontvangst
Evermore werd ontvangen met positieve reacties. Recensenten prezen de gelijkenis met folklore en Swifts vermogen om haar muzikale grenzen te verleggen. Volgens Metacritic, een website die albums een score van 0 tot 100 toekent op basis van alle (professionele) recensies, werd het album 29 keer gerecenseerd en gemiddeld beoordeeld met een 8.5. Dit is iets lager dan folklore dat werd beoordeeld met een 8.8.
Volgens critici zette Swift de stijl die ze had gekozen voor folklore door, maar bevatte het album ondanks dat geen liedjes die folklore niet gehaald leken te hebben. Ook benoemden critici dat Swift meer experimenteerde op evermore, waardoor het album eclectischer was dan folklore. Zo schreef Hannah Mylrea voor NME dat Swift verschillende genres aanhaalde en er zelfs een paar typische popnummers op het album staan. Daarnaast ontving evermore complimenten voor de songteksten en de verhalen die de liedjes vertelden. Volgens Jason Lipschutz van Billboard beschrijft Swift vooral op de eerste helft van evermore een aantal hartverscheurende verhalen en verkent ze meer dan ook meer dan ooit de complexiteit van volwassen liefde. Echter, niet iedereen was overtuigd van evermore. Zo schreef Mikael Wood voor LA Times dat hoewel er een paar prachtige nummers op evermore stonden een groot deel van de liedjes nummers leken die folklore niet hadden gehaald.
In Nederland ontving evermore ook complimenten voor de songteksten en kwaliteit van de liedjes. Zo schreef Pablo Cabenda voor de Volkskrant dat "Swift zich heeft ontwikkeld tot een verhalenverteller die complexe (liefdes-)situaties in rake beelden weet te vangen.". Zowel Saskia Bosch voor Trouw als Hester Carvalho voor het NRC benoemden dat evermore intiemer en stiller is dan folklore (en Swifts werk daarvoor) en dat Swift met evermore de "glamour uit het begin van haar loopbaan ... ver achter zich heeft gelaten.". Carvalho was ook kritisch; de liedjes op evermore zijn fijn om naar te luisteren maar hadden meer uitgesproken kunnen zijn.

### Verkoop
In de eerste week dat evermore uit was, werden er wereldwijd 1 miljoen exemplaren van het album verkocht. In de Verenigde Staten werden ruim 300.000 exemplaren verkocht in de eerste week. Fysieke exemplaren werden hier nog niet bij meegeteld, aangezien deze past een week na het uitbrengen verstuurd werden. In de Verenigde Staten debuteerde evermore daarom ook op de eerste plek van de Billboard 200. Dit is Swifts achtste album dat de top van deze hitlijst bereikt. Door de release van evermore steeg ook folklore naar de derde plek in de Billboard 200. Swift is daarmee de eerste vrouwelijke artiest die twee albums in de top 3 heeft staan. Daarnaast debuteerde leadsingle "willow" tegelijkertijd met evermore op de eerste plek in de Billboard Hot 100. Daarmee was Swift de eerste en enige artiest die twee keer zowel de Billboard Hot 100 en de Billboard 200 op de eerste plaats binnenkwam. De eerste keer dat ze dit deed was met folklore en "Cardigan". Evermore behoorde tot de tien best verkochte albums van 2020 in de VS, ondanks dat het slechts drie weken voor het einde van 2020 werd uitgebracht.
Buiten de Verenigde Staten behaalde evermore de eerste plek in de hitlijsten in Canada, Australië en het Verenigd Koninkrijk. In het Verenigd Koninkrijk was ze daarmee de eerste artiest sinds David Bowie de albumhitlijsten twee keer in één jaar aanvoerde. Ook verbrak ze daarmee het record voor vrouwelijke artiesten voor zo snel mogelijk zes albums op de eerste plek in de hitlijsten. Swift deed dat in acht jaar, drie jaar korter dan voorganger Madonna. In Vlaanderen debuteerde evermore op de tweede plek maar klom na een aantal weken naar de eerste plek. In Nederland bereikte het album de derde plek.

## Tracklist
| 1.                 | Willow                                | Taylor Swift, Aaron Dessner              | A. Dessner                             | 3:34 |
| 2.                 | Champagne Problems                    | Swift, William Bowery                    | Swift, A. Dessner                      | 4:04 |
| 3.                 | Gold Rush                             | Swift, Jack Antonoff                     | Swift, Antonoff                        | 3:05 |
| 4.                 | 'Tis the Damn Season                  | Swift, A. Dessner                        | A. Dessner                             | 3:49 |
| 5.                 | Tolerate It                           | Swift, A. Dessner                        | A. Dessner                             | 4:05 |
| 6.                 | No Body, No Crime (featuring Haim)    | Swift                                    | Swift, A. Dessner                      | 3:35 |
| 7.                 | Happiness                             | Swift, A. Dessner                        | A. Dessner                             | 5:15 |
| 8.                 | Dorothea                              | Swift, A. Dessner                        | A. Dessner                             | 3:45 |
| 9.                 | coney island (featuring The National) | Swift, Bowery, A. Dessner, Bryce Dessner | A. Dessner, B. Dessner                 | 4:35 |
| 10.                | Ivy                                   | Swift, A. Dessner, Antonoff              | A. Dessner                             | 4:20 |
| 11.                | Cowboy like Me                        | Swift, A. Dessner                        | A. Dessner                             | 4:35 |
| 12.                | Long Story Short                      | Swift, A. Dessner                        | A. Dessner                             | 3:35 |
| 13.                | Marjorie                              | Swift, A. Dessner                        | A. Dessner                             | 4:17 |
| 14.                | Closure                               | Swift, A. Dessner                        | A. Dessner, BJ Burton, James McAlister | 3:00 |
| 15.                | Evermore (featuring Bon Iver)         | Swift, Bowery, Justin Vernon             | Swift, A. Dessner                      | 5:04 |
| Totale duur: 60:38 |                                       |                                          |                                        |      |

| Nr. | Titel                   | Schrijver(s)      | Producent(en) | Duur |
| --- | ----------------------- | ----------------- | ------------- | ---- |
| 16. | Right Where You Left Me | Swift, A. Dessner | A. Dessner    | 4:05 |
| 17. | It's Time to Go         | Swift, A. Dessner | A. Dessner    | 4:15 |

Opmerkingen
- Alle nummers zijn gestileerd in kleine letters.

## Hitnoteringen

### NederlandseAlbum Top 100
| Hitnoteringen: (Week 1 t/m 18) 19-12-2020 t/m 17-04-2021 Hitnoteringen: (Week 19) 05-06-2021 Hitnoteringen: (Week 20 t/m 21) 10-07-2021 t/m 17-07-2021 Hitnoteringen: (Week 22) 31-07-2021 Hitnoteringen: (Week 23) 14-08-2021 Hitnoteringen: (Week 24 t/m 25) 28-08-2021 t/m 04-09-2021 Hitnoteringen: (Week 26 t/m 28) 23-10-2021 t/m 06-11-2021 Hitnoteringen: (Week 29 t/m 31) 20-11-2021 t/m 04-12-2021 Hitnoteringen: (Week 32) 22-10-2022 | Hitnoteringen: (Week 1 t/m 18) 19-12-2020 t/m 17-04-2021 Hitnoteringen: (Week 19) 05-06-2021 Hitnoteringen: (Week 20 t/m 21) 10-07-2021 t/m 17-07-2021 Hitnoteringen: (Week 22) 31-07-2021 Hitnoteringen: (Week 23) 14-08-2021 Hitnoteringen: (Week 24 t/m 25) 28-08-2021 t/m 04-09-2021 Hitnoteringen: (Week 26 t/m 28) 23-10-2021 t/m 06-11-2021 Hitnoteringen: (Week 29 t/m 31) 20-11-2021 t/m 04-12-2021 Hitnoteringen: (Week 32) 22-10-2022 | Hitnoteringen: (Week 1 t/m 18) 19-12-2020 t/m 17-04-2021 Hitnoteringen: (Week 19) 05-06-2021 Hitnoteringen: (Week 20 t/m 21) 10-07-2021 t/m 17-07-2021 Hitnoteringen: (Week 22) 31-07-2021 Hitnoteringen: (Week 23) 14-08-2021 Hitnoteringen: (Week 24 t/m 25) 28-08-2021 t/m 04-09-2021 Hitnoteringen: (Week 26 t/m 28) 23-10-2021 t/m 06-11-2021 Hitnoteringen: (Week 29 t/m 31) 20-11-2021 t/m 04-12-2021 Hitnoteringen: (Week 32) 22-10-2022 | Hitnoteringen: (Week 1 t/m 18) 19-12-2020 t/m 17-04-2021 Hitnoteringen: (Week 19) 05-06-2021 Hitnoteringen: (Week 20 t/m 21) 10-07-2021 t/m 17-07-2021 Hitnoteringen: (Week 22) 31-07-2021 Hitnoteringen: (Week 23) 14-08-2021 Hitnoteringen: (Week 24 t/m 25) 28-08-2021 t/m 04-09-2021 Hitnoteringen: (Week 26 t/m 28) 23-10-2021 t/m 06-11-2021 Hitnoteringen: (Week 29 t/m 31) 20-11-2021 t/m 04-12-2021 Hitnoteringen: (Week 32) 22-10-2022 | Hitnoteringen: (Week 1 t/m 18) 19-12-2020 t/m 17-04-2021 Hitnoteringen: (Week 19) 05-06-2021 Hitnoteringen: (Week 20 t/m 21) 10-07-2021 t/m 17-07-2021 Hitnoteringen: (Week 22) 31-07-2021 Hitnoteringen: (Week 23) 14-08-2021 Hitnoteringen: (Week 24 t/m 25) 28-08-2021 t/m 04-09-2021 Hitnoteringen: (Week 26 t/m 28) 23-10-2021 t/m 06-11-2021 Hitnoteringen: (Week 29 t/m 31) 20-11-2021 t/m 04-12-2021 Hitnoteringen: (Week 32) 22-10-2022 | Hitnoteringen: (Week 1 t/m 18) 19-12-2020 t/m 17-04-2021 Hitnoteringen: (Week 19) 05-06-2021 Hitnoteringen: (Week 20 t/m 21) 10-07-2021 t/m 17-07-2021 Hitnoteringen: (Week 22) 31-07-2021 Hitnoteringen: (Week 23) 14-08-2021 Hitnoteringen: (Week 24 t/m 25) 28-08-2021 t/m 04-09-2021 Hitnoteringen: (Week 26 t/m 28) 23-10-2021 t/m 06-11-2021 Hitnoteringen: (Week 29 t/m 31) 20-11-2021 t/m 04-12-2021 Hitnoteringen: (Week 32) 22-10-2022 | Hitnoteringen: (Week 1 t/m 18) 19-12-2020 t/m 17-04-2021 Hitnoteringen: (Week 19) 05-06-2021 Hitnoteringen: (Week 20 t/m 21) 10-07-2021 t/m 17-07-2021 Hitnoteringen: (Week 22) 31-07-2021 Hitnoteringen: (Week 23) 14-08-2021 Hitnoteringen: (Week 24 t/m 25) 28-08-2021 t/m 04-09-2021 Hitnoteringen: (Week 26 t/m 28) 23-10-2021 t/m 06-11-2021 Hitnoteringen: (Week 29 t/m 31) 20-11-2021 t/m 04-12-2021 Hitnoteringen: (Week 32) 22-10-2022 | Hitnoteringen: (Week 1 t/m 18) 19-12-2020 t/m 17-04-2021 Hitnoteringen: (Week 19) 05-06-2021 Hitnoteringen: (Week 20 t/m 21) 10-07-2021 t/m 17-07-2021 Hitnoteringen: (Week 22) 31-07-2021 Hitnoteringen: (Week 23) 14-08-2021 Hitnoteringen: (Week 24 t/m 25) 28-08-2021 t/m 04-09-2021 Hitnoteringen: (Week 26 t/m 28) 23-10-2021 t/m 06-11-2021 Hitnoteringen: (Week 29 t/m 31) 20-11-2021 t/m 04-12-2021 Hitnoteringen: (Week 32) 22-10-2022 | Hitnoteringen: (Week 1 t/m 18) 19-12-2020 t/m 17-04-2021 Hitnoteringen: (Week 19) 05-06-2021 Hitnoteringen: (Week 20 t/m 21) 10-07-2021 t/m 17-07-2021 Hitnoteringen: (Week 22) 31-07-2021 Hitnoteringen: (Week 23) 14-08-2021 Hitnoteringen: (Week 24 t/m 25) 28-08-2021 t/m 04-09-2021 Hitnoteringen: (Week 26 t/m 28) 23-10-2021 t/m 06-11-2021 Hitnoteringen: (Week 29 t/m 31) 20-11-2021 t/m 04-12-2021 Hitnoteringen: (Week 32) 22-10-2022 | Hitnoteringen: (Week 1 t/m 18) 19-12-2020 t/m 17-04-2021 Hitnoteringen: (Week 19) 05-06-2021 Hitnoteringen: (Week 20 t/m 21) 10-07-2021 t/m 17-07-2021 Hitnoteringen: (Week 22) 31-07-2021 Hitnoteringen: (Week 23) 14-08-2021 Hitnoteringen: (Week 24 t/m 25) 28-08-2021 t/m 04-09-2021 Hitnoteringen: (Week 26 t/m 28) 23-10-2021 t/m 06-11-2021 Hitnoteringen: (Week 29 t/m 31) 20-11-2021 t/m 04-12-2021 Hitnoteringen: (Week 32) 22-10-2022 | Hitnoteringen: (Week 1 t/m 18) 19-12-2020 t/m 17-04-2021 Hitnoteringen: (Week 19) 05-06-2021 Hitnoteringen: (Week 20 t/m 21) 10-07-2021 t/m 17-07-2021 Hitnoteringen: (Week 22) 31-07-2021 Hitnoteringen: (Week 23) 14-08-2021 Hitnoteringen: (Week 24 t/m 25) 28-08-2021 t/m 04-09-2021 Hitnoteringen: (Week 26 t/m 28) 23-10-2021 t/m 06-11-2021 Hitnoteringen: (Week 29 t/m 31) 20-11-2021 t/m 04-12-2021 Hitnoteringen: (Week 32) 22-10-2022 | Hitnoteringen: (Week 1 t/m 18) 19-12-2020 t/m 17-04-2021 Hitnoteringen: (Week 19) 05-06-2021 Hitnoteringen: (Week 20 t/m 21) 10-07-2021 t/m 17-07-2021 Hitnoteringen: (Week 22) 31-07-2021 Hitnoteringen: (Week 23) 14-08-2021 Hitnoteringen: (Week 24 t/m 25) 28-08-2021 t/m 04-09-2021 Hitnoteringen: (Week 26 t/m 28) 23-10-2021 t/m 06-11-2021 Hitnoteringen: (Week 29 t/m 31) 20-11-2021 t/m 04-12-2021 Hitnoteringen: (Week 32) 22-10-2022 | Hitnoteringen: (Week 1 t/m 18) 19-12-2020 t/m 17-04-2021 Hitnoteringen: (Week 19) 05-06-2021 Hitnoteringen: (Week 20 t/m 21) 10-07-2021 t/m 17-07-2021 Hitnoteringen: (Week 22) 31-07-2021 Hitnoteringen: (Week 23) 14-08-2021 Hitnoteringen: (Week 24 t/m 25) 28-08-2021 t/m 04-09-2021 Hitnoteringen: (Week 26 t/m 28) 23-10-2021 t/m 06-11-2021 Hitnoteringen: (Week 29 t/m 31) 20-11-2021 t/m 04-12-2021 Hitnoteringen: (Week 32) 22-10-2022 | Hitnoteringen: (Week 1 t/m 18) 19-12-2020 t/m 17-04-2021 Hitnoteringen: (Week 19) 05-06-2021 Hitnoteringen: (Week 20 t/m 21) 10-07-2021 t/m 17-07-2021 Hitnoteringen: (Week 22) 31-07-2021 Hitnoteringen: (Week 23) 14-08-2021 Hitnoteringen: (Week 24 t/m 25) 28-08-2021 t/m 04-09-2021 Hitnoteringen: (Week 26 t/m 28) 23-10-2021 t/m 06-11-2021 Hitnoteringen: (Week 29 t/m 31) 20-11-2021 t/m 04-12-2021 Hitnoteringen: (Week 32) 22-10-2022 | Hitnoteringen: (Week 1 t/m 18) 19-12-2020 t/m 17-04-2021 Hitnoteringen: (Week 19) 05-06-2021 Hitnoteringen: (Week 20 t/m 21) 10-07-2021 t/m 17-07-2021 Hitnoteringen: (Week 22) 31-07-2021 Hitnoteringen: (Week 23) 14-08-2021 Hitnoteringen: (Week 24 t/m 25) 28-08-2021 t/m 04-09-2021 Hitnoteringen: (Week 26 t/m 28) 23-10-2021 t/m 06-11-2021 Hitnoteringen: (Week 29 t/m 31) 20-11-2021 t/m 04-12-2021 Hitnoteringen: (Week 32) 22-10-2022 | Hitnoteringen: (Week 1 t/m 18) 19-12-2020 t/m 17-04-2021 Hitnoteringen: (Week 19) 05-06-2021 Hitnoteringen: (Week 20 t/m 21) 10-07-2021 t/m 17-07-2021 Hitnoteringen: (Week 22) 31-07-2021 Hitnoteringen: (Week 23) 14-08-2021 Hitnoteringen: (Week 24 t/m 25) 28-08-2021 t/m 04-09-2021 Hitnoteringen: (Week 26 t/m 28) 23-10-2021 t/m 06-11-2021 Hitnoteringen: (Week 29 t/m 31) 20-11-2021 t/m 04-12-2021 Hitnoteringen: (Week 32) 22-10-2022 | Hitnoteringen: (Week 1 t/m 18) 19-12-2020 t/m 17-04-2021 Hitnoteringen: (Week 19) 05-06-2021 Hitnoteringen: (Week 20 t/m 21) 10-07-2021 t/m 17-07-2021 Hitnoteringen: (Week 22) 31-07-2021 Hitnoteringen: (Week 23) 14-08-2021 Hitnoteringen: (Week 24 t/m 25) 28-08-2021 t/m 04-09-2021 Hitnoteringen: (Week 26 t/m 28) 23-10-2021 t/m 06-11-2021 Hitnoteringen: (Week 29 t/m 31) 20-11-2021 t/m 04-12-2021 Hitnoteringen: (Week 32) 22-10-2022 | Hitnoteringen: (Week 1 t/m 18) 19-12-2020 t/m 17-04-2021 Hitnoteringen: (Week 19) 05-06-2021 Hitnoteringen: (Week 20 t/m 21) 10-07-2021 t/m 17-07-2021 Hitnoteringen: (Week 22) 31-07-2021 Hitnoteringen: (Week 23) 14-08-2021 Hitnoteringen: (Week 24 t/m 25) 28-08-2021 t/m 04-09-2021 Hitnoteringen: (Week 26 t/m 28) 23-10-2021 t/m 06-11-2021 Hitnoteringen: (Week 29 t/m 31) 20-11-2021 t/m 04-12-2021 Hitnoteringen: (Week 32) 22-10-2022 | Hitnoteringen: (Week 1 t/m 18) 19-12-2020 t/m 17-04-2021 Hitnoteringen: (Week 19) 05-06-2021 Hitnoteringen: (Week 20 t/m 21) 10-07-2021 t/m 17-07-2021 Hitnoteringen: (Week 22) 31-07-2021 Hitnoteringen: (Week 23) 14-08-2021 Hitnoteringen: (Week 24 t/m 25) 28-08-2021 t/m 04-09-2021 Hitnoteringen: (Week 26 t/m 28) 23-10-2021 t/m 06-11-2021 Hitnoteringen: (Week 29 t/m 31) 20-11-2021 t/m 04-12-2021 Hitnoteringen: (Week 32) 22-10-2022 | Hitnoteringen: (Week 1 t/m 18) 19-12-2020 t/m 17-04-2021 Hitnoteringen: (Week 19) 05-06-2021 Hitnoteringen: (Week 20 t/m 21) 10-07-2021 t/m 17-07-2021 Hitnoteringen: (Week 22) 31-07-2021 Hitnoteringen: (Week 23) 14-08-2021 Hitnoteringen: (Week 24 t/m 25) 28-08-2021 t/m 04-09-2021 Hitnoteringen: (Week 26 t/m 28) 23-10-2021 t/m 06-11-2021 Hitnoteringen: (Week 29 t/m 31) 20-11-2021 t/m 04-12-2021 Hitnoteringen: (Week 32) 22-10-2022 | Hitnoteringen: (Week 1 t/m 18) 19-12-2020 t/m 17-04-2021 Hitnoteringen: (Week 19) 05-06-2021 Hitnoteringen: (Week 20 t/m 21) 10-07-2021 t/m 17-07-2021 Hitnoteringen: (Week 22) 31-07-2021 Hitnoteringen: (Week 23) 14-08-2021 Hitnoteringen: (Week 24 t/m 25) 28-08-2021 t/m 04-09-2021 Hitnoteringen: (Week 26 t/m 28) 23-10-2021 t/m 06-11-2021 Hitnoteringen: (Week 29 t/m 31) 20-11-2021 t/m 04-12-2021 Hitnoteringen: (Week 32) 22-10-2022 |
| Week: | 1 | 2 | 3 | 4 | 5 | 6 | 7 | 8 | 9 | 10 | 11 | 12 | 13 | 14 | 15 | 16 | 17 | 18 | | 19 |
| --- | --- | --- | --- | --- | --- | --- | --- | --- | --- | --- | --- | --- | --- | --- | --- | --- | --- | --- | --- | --- |
| Positie: | 3 | 5 | 16 | 10 | 9 | 11 | 12 | 17 | 20 | 18 | 21 | 47 | 55 | 53 | 59 | 81 | 68 | 76 | uit | 4 |
| Week: | | 20 | 21 | | 22 | | 23 | | 24 | 25 | | 26 | 27 | 28 | | 29 | 30 | 31 | | 32 |
| Positie: | uit | 86 | 77 | uit | 62 | uit | 99 | uit | 85 | 79 | uit | 89 | 95 | 100 | uit | 87 | 98 | 68 | uit | 92 |
| Week: | | | | | | | | | | | | | | | | | | | | |
| Positie: | uit | | | | | | | | | | | | | | | | | | | |

### VlaamseUltratop 200 Albums
| Hitnoteringen: (Week 1 t/m 62) 19-12-2020 t/m 19-02-2022 Hitnoteringen: (Week 63) 26-03-2022 Hitnoteringen: (Week 64) 16-04-2022 Hitnoteringen: (Week 65) 30-04-2022 Hitnoteringen: (Week 66 t/m 74) 14-05-2022 t/m 09-07-2022 Hitnoteringen: (Week 75 t/m 175) 06-08-2022 t/m heden | Hitnoteringen: (Week 1 t/m 62) 19-12-2020 t/m 19-02-2022 Hitnoteringen: (Week 63) 26-03-2022 Hitnoteringen: (Week 64) 16-04-2022 Hitnoteringen: (Week 65) 30-04-2022 Hitnoteringen: (Week 66 t/m 74) 14-05-2022 t/m 09-07-2022 Hitnoteringen: (Week 75 t/m 175) 06-08-2022 t/m heden | Hitnoteringen: (Week 1 t/m 62) 19-12-2020 t/m 19-02-2022 Hitnoteringen: (Week 63) 26-03-2022 Hitnoteringen: (Week 64) 16-04-2022 Hitnoteringen: (Week 65) 30-04-2022 Hitnoteringen: (Week 66 t/m 74) 14-05-2022 t/m 09-07-2022 Hitnoteringen: (Week 75 t/m 175) 06-08-2022 t/m heden | Hitnoteringen: (Week 1 t/m 62) 19-12-2020 t/m 19-02-2022 Hitnoteringen: (Week 63) 26-03-2022 Hitnoteringen: (Week 64) 16-04-2022 Hitnoteringen: (Week 65) 30-04-2022 Hitnoteringen: (Week 66 t/m 74) 14-05-2022 t/m 09-07-2022 Hitnoteringen: (Week 75 t/m 175) 06-08-2022 t/m heden | Hitnoteringen: (Week 1 t/m 62) 19-12-2020 t/m 19-02-2022 Hitnoteringen: (Week 63) 26-03-2022 Hitnoteringen: (Week 64) 16-04-2022 Hitnoteringen: (Week 65) 30-04-2022 Hitnoteringen: (Week 66 t/m 74) 14-05-2022 t/m 09-07-2022 Hitnoteringen: (Week 75 t/m 175) 06-08-2022 t/m heden | Hitnoteringen: (Week 1 t/m 62) 19-12-2020 t/m 19-02-2022 Hitnoteringen: (Week 63) 26-03-2022 Hitnoteringen: (Week 64) 16-04-2022 Hitnoteringen: (Week 65) 30-04-2022 Hitnoteringen: (Week 66 t/m 74) 14-05-2022 t/m 09-07-2022 Hitnoteringen: (Week 75 t/m 175) 06-08-2022 t/m heden | Hitnoteringen: (Week 1 t/m 62) 19-12-2020 t/m 19-02-2022 Hitnoteringen: (Week 63) 26-03-2022 Hitnoteringen: (Week 64) 16-04-2022 Hitnoteringen: (Week 65) 30-04-2022 Hitnoteringen: (Week 66 t/m 74) 14-05-2022 t/m 09-07-2022 Hitnoteringen: (Week 75 t/m 175) 06-08-2022 t/m heden | Hitnoteringen: (Week 1 t/m 62) 19-12-2020 t/m 19-02-2022 Hitnoteringen: (Week 63) 26-03-2022 Hitnoteringen: (Week 64) 16-04-2022 Hitnoteringen: (Week 65) 30-04-2022 Hitnoteringen: (Week 66 t/m 74) 14-05-2022 t/m 09-07-2022 Hitnoteringen: (Week 75 t/m 175) 06-08-2022 t/m heden | Hitnoteringen: (Week 1 t/m 62) 19-12-2020 t/m 19-02-2022 Hitnoteringen: (Week 63) 26-03-2022 Hitnoteringen: (Week 64) 16-04-2022 Hitnoteringen: (Week 65) 30-04-2022 Hitnoteringen: (Week 66 t/m 74) 14-05-2022 t/m 09-07-2022 Hitnoteringen: (Week 75 t/m 175) 06-08-2022 t/m heden | Hitnoteringen: (Week 1 t/m 62) 19-12-2020 t/m 19-02-2022 Hitnoteringen: (Week 63) 26-03-2022 Hitnoteringen: (Week 64) 16-04-2022 Hitnoteringen: (Week 65) 30-04-2022 Hitnoteringen: (Week 66 t/m 74) 14-05-2022 t/m 09-07-2022 Hitnoteringen: (Week 75 t/m 175) 06-08-2022 t/m heden | Hitnoteringen: (Week 1 t/m 62) 19-12-2020 t/m 19-02-2022 Hitnoteringen: (Week 63) 26-03-2022 Hitnoteringen: (Week 64) 16-04-2022 Hitnoteringen: (Week 65) 30-04-2022 Hitnoteringen: (Week 66 t/m 74) 14-05-2022 t/m 09-07-2022 Hitnoteringen: (Week 75 t/m 175) 06-08-2022 t/m heden | Hitnoteringen: (Week 1 t/m 62) 19-12-2020 t/m 19-02-2022 Hitnoteringen: (Week 63) 26-03-2022 Hitnoteringen: (Week 64) 16-04-2022 Hitnoteringen: (Week 65) 30-04-2022 Hitnoteringen: (Week 66 t/m 74) 14-05-2022 t/m 09-07-2022 Hitnoteringen: (Week 75 t/m 175) 06-08-2022 t/m heden | Hitnoteringen: (Week 1 t/m 62) 19-12-2020 t/m 19-02-2022 Hitnoteringen: (Week 63) 26-03-2022 Hitnoteringen: (Week 64) 16-04-2022 Hitnoteringen: (Week 65) 30-04-2022 Hitnoteringen: (Week 66 t/m 74) 14-05-2022 t/m 09-07-2022 Hitnoteringen: (Week 75 t/m 175) 06-08-2022 t/m heden | Hitnoteringen: (Week 1 t/m 62) 19-12-2020 t/m 19-02-2022 Hitnoteringen: (Week 63) 26-03-2022 Hitnoteringen: (Week 64) 16-04-2022 Hitnoteringen: (Week 65) 30-04-2022 Hitnoteringen: (Week 66 t/m 74) 14-05-2022 t/m 09-07-2022 Hitnoteringen: (Week 75 t/m 175) 06-08-2022 t/m heden | Hitnoteringen: (Week 1 t/m 62) 19-12-2020 t/m 19-02-2022 Hitnoteringen: (Week 63) 26-03-2022 Hitnoteringen: (Week 64) 16-04-2022 Hitnoteringen: (Week 65) 30-04-2022 Hitnoteringen: (Week 66 t/m 74) 14-05-2022 t/m 09-07-2022 Hitnoteringen: (Week 75 t/m 175) 06-08-2022 t/m heden | Hitnoteringen: (Week 1 t/m 62) 19-12-2020 t/m 19-02-2022 Hitnoteringen: (Week 63) 26-03-2022 Hitnoteringen: (Week 64) 16-04-2022 Hitnoteringen: (Week 65) 30-04-2022 Hitnoteringen: (Week 66 t/m 74) 14-05-2022 t/m 09-07-2022 Hitnoteringen: (Week 75 t/m 175) 06-08-2022 t/m heden | Hitnoteringen: (Week 1 t/m 62) 19-12-2020 t/m 19-02-2022 Hitnoteringen: (Week 63) 26-03-2022 Hitnoteringen: (Week 64) 16-04-2022 Hitnoteringen: (Week 65) 30-04-2022 Hitnoteringen: (Week 66 t/m 74) 14-05-2022 t/m 09-07-2022 Hitnoteringen: (Week 75 t/m 175) 06-08-2022 t/m heden | Hitnoteringen: (Week 1 t/m 62) 19-12-2020 t/m 19-02-2022 Hitnoteringen: (Week 63) 26-03-2022 Hitnoteringen: (Week 64) 16-04-2022 Hitnoteringen: (Week 65) 30-04-2022 Hitnoteringen: (Week 66 t/m 74) 14-05-2022 t/m 09-07-2022 Hitnoteringen: (Week 75 t/m 175) 06-08-2022 t/m heden | Hitnoteringen: (Week 1 t/m 62) 19-12-2020 t/m 19-02-2022 Hitnoteringen: (Week 63) 26-03-2022 Hitnoteringen: (Week 64) 16-04-2022 Hitnoteringen: (Week 65) 30-04-2022 Hitnoteringen: (Week 66 t/m 74) 14-05-2022 t/m 09-07-2022 Hitnoteringen: (Week 75 t/m 175) 06-08-2022 t/m heden | Hitnoteringen: (Week 1 t/m 62) 19-12-2020 t/m 19-02-2022 Hitnoteringen: (Week 63) 26-03-2022 Hitnoteringen: (Week 64) 16-04-2022 Hitnoteringen: (Week 65) 30-04-2022 Hitnoteringen: (Week 66 t/m 74) 14-05-2022 t/m 09-07-2022 Hitnoteringen: (Week 75 t/m 175) 06-08-2022 t/m heden | Hitnoteringen: (Week 1 t/m 62) 19-12-2020 t/m 19-02-2022 Hitnoteringen: (Week 63) 26-03-2022 Hitnoteringen: (Week 64) 16-04-2022 Hitnoteringen: (Week 65) 30-04-2022 Hitnoteringen: (Week 66 t/m 74) 14-05-2022 t/m 09-07-2022 Hitnoteringen: (Week 75 t/m 175) 06-08-2022 t/m heden |
| Week: | 1 | 2 | 3 | 4 | 5 | 6 | 7 | 8 | 9 | 10 | 11 | 12 | 13 | 14 | 15 | 16 | 17 | 18 | 19 | 20 |
| --- | --- | --- | --- | --- | --- | --- | --- | --- | --- | --- | --- | --- | --- | --- | --- | --- | --- | --- | --- | --- |
| Positie: | 2 | 4 | 5 | 3 | 2 | 1 | 5 | 4 | 10 | 15 | 25 | 35 | 31 | 28 | 31 | 45 | 56 | 46 | 67 | 100 |
| Week: | 21 | 22 | 23 | 24 | 25 | 26 | 27 | 28 | 29 | 30 | 31 | 32 | 33 | 34 | 35 | 36 | 37 | 38 | 39 | 40 |
| Positie: | 76 | 123 | 87 | 80 | 3 | 33 | 61 | 47 | 53 | 80 | 28 | 61 | 35 | 35 | 37 | 51 | 38 | 72 | 102 | 84 |
| Week: | 41 | 42 | 43 | 44 | 45 | 46 | 47 | 48 | 49 | 50 | 51 | 52 | 53 | 54 | 55 | 56 | 57 | 58 | 59 | 60 |
| Positie: | 96 | 76 | 60 | 75 | 64 | 70 | 67 | 69 | 60 | 102 | 45 | 59 | 58 | 120 | 73 | 44 | 43 | 78 | 68 | 124 |
| Week: | 61 | 62 | | 63 | | 64 | | 65 | | 66 | 67 | 68 | 69 | 70 | 71 | 72 | 73 | 74 | | 75 |
| Positie: | 150 | 184 | uit | 198 | uit | 162 | uit | 150 | uit | 199 | 182 | 139 | 163 | 158 | 178 | 131 | 140 | 144 | uit | 145 |
| Week: | 76 | 77 | 78 | 79 | 80 | 81 | 82 | 83 | 84 | 85 | 86 | 87 | 88 | 89 | 90 | 91 | 92 | 93 | 94 | 95 |
| Positie: | 172 | 171 | 141 | 125 | 71 | 81 | 75 | 65 | 70 | 36 | 56 | 37 | 76 | 71 | 74 | 69 | 76 | 76 | 78 | 73 |
| Week: | 96 | 97 | 98 | 99 | 100 | 101 | 102 | 103 | 104 | 105 | 106 | 107 | 108 | 109 | 110 | 111 | 112 | 113 | 114 | 115 |
| Positie: | 58 | 91 | 54 | 62 | 80 | 87 | 112 | 114 | 84 | 81 | 112 | 112 | 76 | 66 | 66 | 76 | 74 | 64 | 61 | 106 |
| Week: | 116 | 117 | 118 | 119 | 120 | 121 | 122 | 123 | 124 | 125 | 126 | 127 | 128 | 129 | 130 | 131 | 132 | 133 | 134 | 135 |
| Positie: | 62 | 79 | 88 | 62 | 86 | 64 | 45 | 71 | 76 | 27 | 43 | 37 | 40 | 34 | 31 | 26 | 33 | 38 | 40 | 31 |
| Week: | 136 | 137 | 138 | 139 | 140 | 141 | 142 | 143 | 144 | 145 | 146 | 147 | 148 | 149 | 150 | 151 | 152 | 153 | 154 | 155 |
| Positie: | 35 | 40 | 32 | 26 | 36 | 28 | 34 | 37 | 43 | 39 | 34 | 32 | 43 | 31 | 26 | 32 | 24 | 28 | 22 | 27 |
| Week: | 156 | 157 | 158 | 159 | 160 | 161 | 162 | 163 | 164 | 165 | 166 | 167 | 168 | 169 | 170 | 171 | 172 | 173 | 174 | 175 |
| Positie: | 52 | 33 | 33 | 51 | 35 | 33 | 25 | 41 | 40 | 53 | 69 | 75 | 53 | 85 | 74 | 62 | 62 | 55 | 64 | 60 |

### Hitlijsten
| Single met eventuele hitnotering(en) in de Nederlandse Top 40 | Datum van verschijnen | Datum van binnenkomst | Hoogste positie | Aantal weken | Opmerkingen                               |
| ------------------------------------------------------------- | --------------------- | --------------------- | --------------- | ------------ | ----------------------------------------- |
| It's Too Late (Ride On)                                       | 2006                  |                       | tip2            |              | met Dirty South / Dancesmash op Radio 538 |

## Awards en nominaties
Een overzicht van de belangrijkste awards en nominaties die Evermore kreeg:
| Organisatie            | Jaar | Award                                                        | Resultaat   |
| ---------------------- | ---- | ------------------------------------------------------------ | ----------- |
| Guinness World Records | 2020 | Kortste tijd tussen twee nummer 1-albums in de Billboard 200 | Gewonnen    |
| American Music Awards  | 2021 | Favorite Pop/Rock Album                                      | Gewonnen    |
| ARIA Music Awards      | 2021 | Best International Artist (Evermore)                         | Gewonnen    |
| Grammy Awards          | 2022 | Album of the Year                                            | Genomineerd |